# مرده (آلبوم یانگ فادرز)
مرده (انگلیسی: Dead) آلبومی از گروه یانگ فادرز است که در بیست و دومین دوره جایزه موسیقی مرکوری در لندن، جایزه بهترین آلبوم دوازده ماه گذشته را به دست آورد. این آلبوم شامل ۱۱ ترانه است.